# Municipio de Peru (Iowa)
El municipio de Peru (en inglés: Peru Township) es un municipio ubicado en el condado de Dubuque en el estado estadounidense de Iowa. En el año 2010 tenía una población de 1575 habitantes y una densidad poblacional de 21,26 personas por km².

## Geografía
El municipio de Peru se encuentra ubicado en las coordenadas 42°35′44″N 90°44′1″O / 42.59556, -90.73361. Según la Oficina del Censo de los Estados Unidos, el municipio tiene una superficie total de 74.09 km², de la cual 64,75 km² corresponden a tierra firme y (12,61 %) 9,34 km² es agua.

## Demografía
Según el censo de 2010, había 1575 personas residiendo en el municipio de Peru. La densidad de población era de 21,26 hab./km². De los 1575 habitantes, el municipio de Peru estaba compuesto por el 99,43 % blancos, el 0,13 % eran amerindios, el 0,06 % eran asiáticos, el 0,06 % eran isleños del Pacífico, el 0,13 % eran de otras razas y el 0,19 % eran de una mezcla de razas. Del total de la población el 0,76 % eran hispanos o latinos de cualquier raza.